# ضواحي البرادية (برادية)
ضواحي البرادية هي إحدى مشيخات المملكة المغربية، تتبع جغرافيا لإقليم الفقيه بن صالح وإداريًا لبرادية. يقدر عدد سكانها بـ 9555 نسمة حسب الإحصاء الرسمي للسكان والسكنى لسنة 2004.